# Kleit
Kleit belga város, amely Flandria  régióban, Kelet-Flandria tartományban található és közigazgatásilag a szomszédos Maldegem város része. 2007-ben a falunak 2627 lakosa volt. A falu neve a környéken található nehéz, agyagos földre utal.
A település 1857-ben lett önálló, 1863-ban neogótikus stílusú templomot építettek. A barokk stílusú, fából faragott szószék 1661-ből származik.
1952 óta Kleit búcsújáró hely, elsősorban az itt található Mária-barlangnak köszönhetően.
A paingloi apátság (Abdijhoeve van Papinglo) a maldegemi apátok egyik tanyája volt, a Kleit-től délre eső részen.

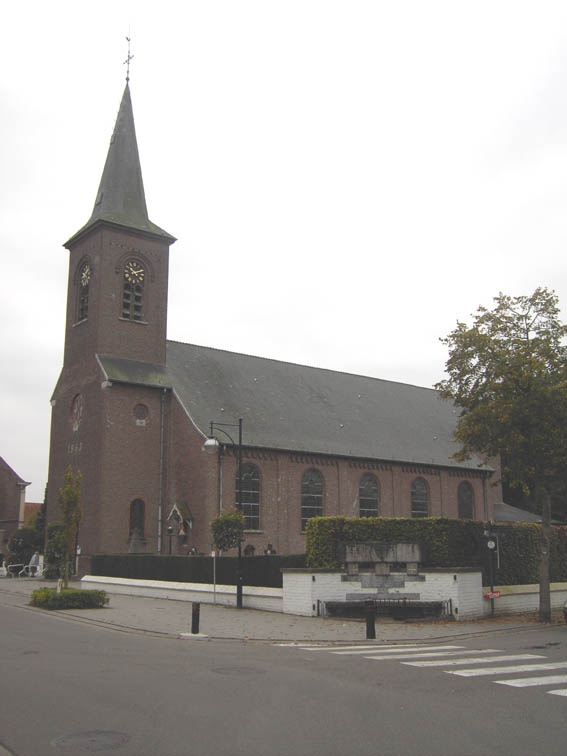
Kleit temploma (1863)
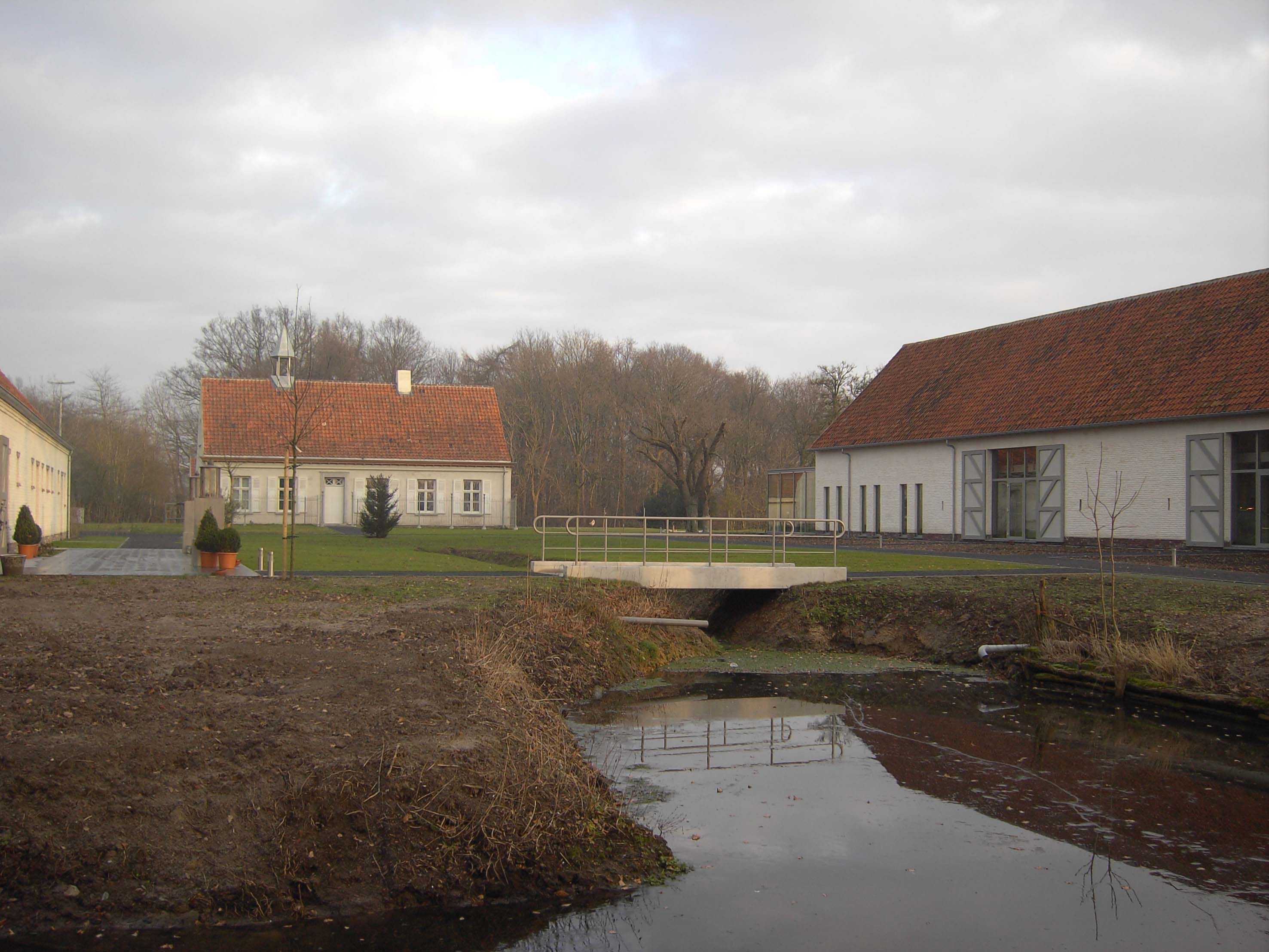
Papinglo apátság (1756, 2007-ben teljesen felújították)
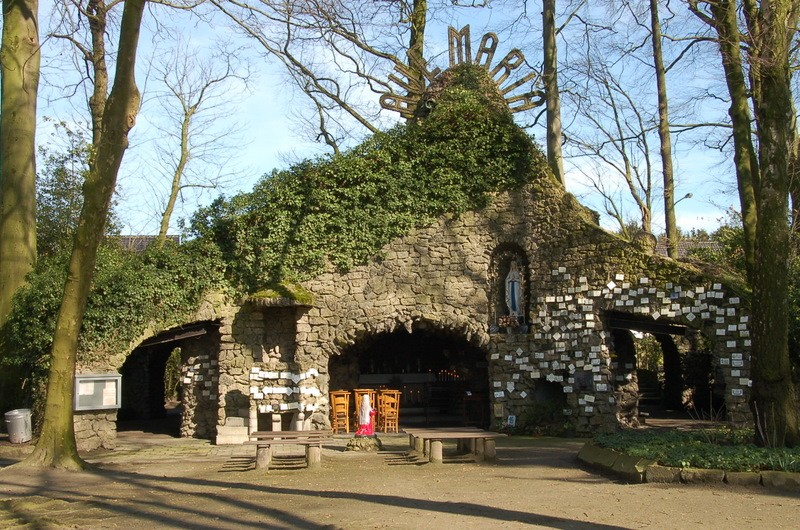
A Mária-barlang (1952)

## Szomszédos települések
Maldegem, Knesselare, Oostwinkel, Adegem

## Külső hivatkozások
- A település hivatalos honlapja
- A Mária-barlang